# Gare de Denderleeuw
La gare de Denderleeuw (en néerlandais : station Denderleeuw) est une gare ferroviaire belge de la ligne 50, de Bruxelles à Gand via Alost, située à proximité du centre de la ville de Denderleeuw, dans la province de Flandre-Orientale en Région flamande.
C'est une gare de la Société nationale des chemins de fer belges (SNCB) desservie par des trains InterCity (IC), Suburbain (S) et Heure de pointe (P).

## Situation ferroviaire
Établie à 16 mètres d'altitude, la gare de bifurcation de Denderleeuw est située au point kilométrique (PK) 23,80 de la ligne 50, Bruxelles à Gand, entre les gares ouvertes de Liedekerke et d'Erembodegem ; elle permet l'entrée et la sortie de la ligne 50A, de Bruxelles à Ostende ; elle est l'origine de la ligne 89, Denderleeuw à Y Zandberg (avant la gare de Welle) et de la ligne 90, de Denderleeuw à Jurbise (avant la gare d'Iddergem).

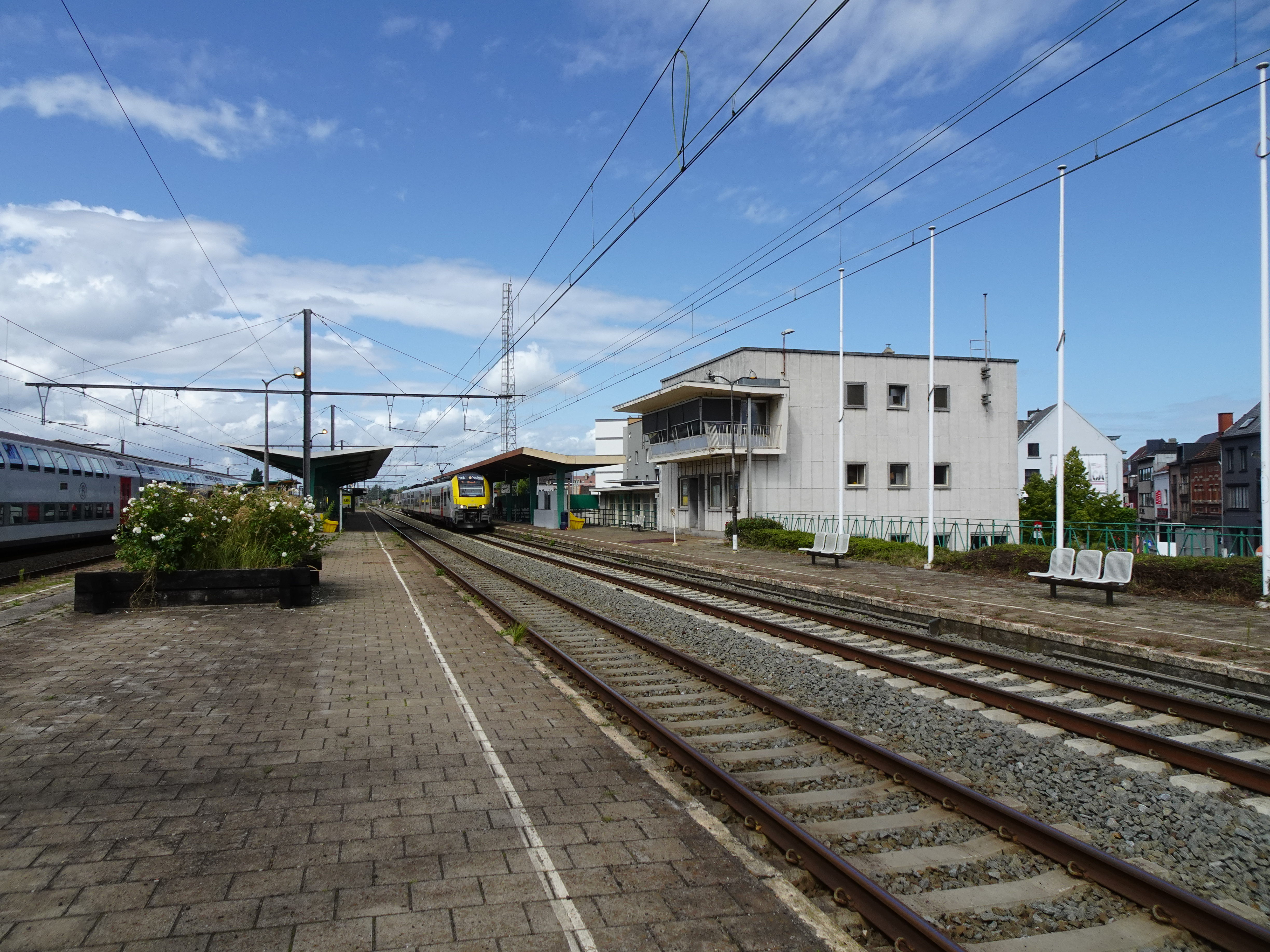
Intérieur de la gare.

## Histoire

### Genèse
La gare de Denderleeuw tire son origine dans la Société anonyme du chemin de fer et du canal de la vallée de la Dendre, fondée en 1846 pour réaliser un canal navigable de Jemappes à l'Escaut et un chemin de fer, passant tous deux par la vallée de la Dendre avec un embranchement ferroviaire partant d'Alost dans la direction de Gand. Le krach de 1847 entraine la déchéance de cette compagnie à capitaux anglais qui remet finalement sa concession à une nouvelle société en 1852 selon un projet amendé, approuvé par le gouvernement. Le canal est abandonné au profit du seul chemin de fer, qui reliera Ath à Lokeren et comportera un embranchement vers Gand et un second vers Bruxelles ; ces deux embranchements permettant de raccourcir de trajet entre Bruxelles, Gand et Ostende, empruntant alors l'itinéraire historique par Malines et Termonde.
Construit par la Compagnie du chemin de fer de Dendre-et-Waes et de Bruxelles vers Gand par Alost sur ses fonds propres, ce réseau sera exploité par les Chemins de fer de l’État belge contre versement d'une rente sur les recettes et du paiement de l'entièreté des dépenses d'exploitation. En outre, les stations des embranchements de Bruxelles et Gand sont considérées comme appartenant à l’État belge et sont à ce titre exemptées de la rente sur les bénéfices de l'exploitation.

### Mise en service
Le modeste village de Denderleeuw est choisi pour réaliser une bifurcation entre le chemin de fer venant d'Ath en suivant la Dendre et l'embranchement de Bruxelles. La section d'Alost à Grammont via Denderleeuw entre en service le 7 avril 1855 et les embranchements de Bruxelles et de Gand sont livrés à l'exploitation le 1er mai 1856 alors que la totalité du chemin de fer Dendre-et-Waes est en service depuis le mois de février. L'arrivée du chemin de fer contribuera à la croissance du village.
La compagnie s'est adjoint les services de l'architecte Jean-Pierre Cluysenaar pour réaliser l'ensemble des stations d'origine de la ligne. Il choisit de s'inspirer des styles architecturaux de la Renaissance flamande pour l'ensemble des stations, lesquelles sont toutes différentes l'une de l'autre et comportent généralement une tour. À Denderleeuw, le bâtiment d'origine s'articule autour d'une large tour octogonale de deux étages avec sur sa gauche une aile à étage de deux travées prolongée par une avancée côté rue et sur sa droite une aile plus basse complétée côté quai par un auvent. Face à la tour, une aile perpendiculaire à la place de la gare se termine par un pignon. Ce bâtiment, ainsi que celui plus vaste qui le complète la fin du siècle, et les autres maisons du quartier seront victimes de l'explosion de wagons de munitions à cause d'un bombardement en 1918. 

### Nœud ferroviaire de Denderleeuw
Le trafic des voyageurs et des marchandises augmente rapidement et la section de Denderleeuw à Alost se retrouve à la croisée de la ligne de Bruxelles à Gand et de celle de Dendre-et-Waes dont les débouchés sont multiples et lucratifs.
En 1863, cherchant à nouveau à mieux relier les grandes villes desservies par le réseau historique de l’État belge en faisant recours à l'industrie privée, le gouvernement consent à une concession ferroviaire de Courtrai à Denderleeuw et de Grammont à Nieuport comprenant la ligne reliant Courtrai à Denderleeuw via Audenarde et Zottegem. La Société des chemins de fer de l'Ouest de la Belgique est créée pour construire et exploiter ces lignes ferroviaires mais confie ce dernier privilège à la Société anonyme d'exploitation de chemins de fer, qui commence la construction du réseau puis cède ses droits à la Société belge de chemins de fer, une entité chargée de construire des chemins de fer en Belgique et à l'étranger pour le compte de compagnies privées ne disposant pas des capitaux nécessaires. Le volet exploitation entre dans le giron de la Société générale d'exploitation de chemins de fer laquelle, en regroupant des concessionnaires privés qui conservaient leur existence propre, était sur papier le second plus important réseau ferroviaire belge mais comptait nombre de lignes dont la construction n'avait pas encore débuté. C'est dans ce contexte qu'entre en service le 12 avril 1868 la ligne de Denderleeuw à Courtrai.
En 1870, la SGE à la tête de laquelle se trouve Simon Philippart négocie le rachat à vil prix de 601 km de lignes concédées (déjà construites ou non) par l’État belge. Le réseau de la Société de l'Ouest de la Belgique en fait partie. En 1876, l’État belge rachète à son tour la société du Dendre-et-Waes, devenant ainsi le seul propriétaire des lignes passant par Denderleeuw.
À la fin du XIXe siècle, un long bâtiment bas de style fonctionnelle se substitue à la gare "château" de Cluysenaar. Les Chemins de fer de l’État en profitent pour changer l'emplacement de la gare des voyageurs qui recule vers le nord-ouest.
À cette époque, la ligne de Bruxelles à Gand est de plus en plus encombrée et la cohabitation entre les trains de voyageurs express et ceux de marchandises ou provenant des lignes tributaires devient de plus en plus difficile. Décision est prise de réaliser une ligne entièrement nouvelle entre ces deux villes qui aboutira à la nouvelle gare de Gand-Saint-Pierre et partira non plus de Bruxelles-Nord mais de la gare du Midi ; la jonction entre ces deux villes n'existe pas encore mais est elle aussi planifiée. La nouvelle ligne contourne Denderleeuw en passant à près de 500 m au nord-est de la gare et ne comporte aucun croisement à niveau. Pour desservir Denderleeuw et les lignes afférentes, une double bifurcation avec l'ancienne ligne Bruxelles-Gand doit être réalisée à l'est de la gare ainsi qu'à l'ouest, près de Liedekerke. Déjà bien avancés en 1914, les travaux sont stoppés net. Il faut attendre le 1er juin 1923 pour que soit inaugurée la section de Gand-Saint-Pierre à Denderleeuw et le 1er juin 1933 pour la finalisation de la ligne vers Bruxelles-Midi. Denderleeuw se retrouve ainsi dans sa configuration définitive.

### Modernisations successives
La gare de Denderleeuw est électrifiée le 17 octobre 1954 en même temps que la section entre Alost et les bifurcations avec la ligne 50A, sous tension depuis le mois de février. Le reste de la ligne 50 est électrifiée en 1956. Il faut attendre pour que débute l'électrification de la ligne 89, complétée en 1986, tandis que la ligne 90 est électrifiée en 1986-1988.
Détruits par les Allemands en 1918, les bâtiments de la gare sont remplacés par une nouvelle construction basse de 13 travées laquelle est remplacée en 1962 par un édifice de style moderniste. Les installations pour les marchandises, la signalisation et la maintenance des voies ont également été agrandies.
Le site face à la gare était utilisé pour le service des Trains auto-couchettes vers l'Italie et le midi de la France. La desserte prend fin en 2003.
Dans le cadre du projet de réseau express régional bruxellois, la ligne 50A est mise à quatre voies entre Bruxelles et la bifurcation de Liederkerke, la ligne étant déjà à quatre voies entre Liedekerke et Denderleeuw[Depuis quand ?]. Les installations et la place de la gare sont en cours de reconstruction, pour un budget total de 27 millions d'euros afin d'améliorer l'intermodalité et l'accueil des voyageurs.

## Service des voyageurs

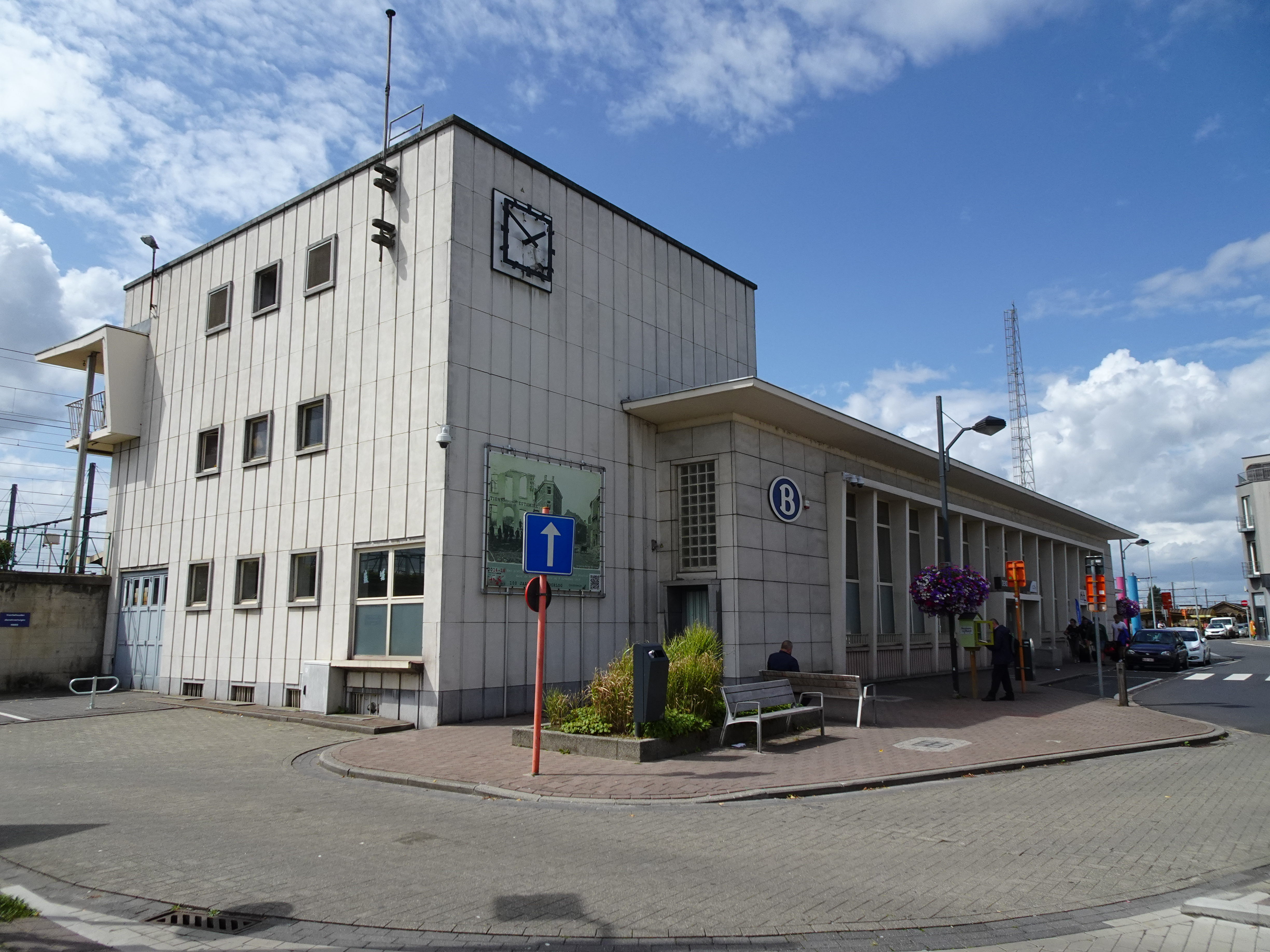
Bâtiment de la gare.

### Accueil
Gare SNCB, elle dispose d'un bâtiment voyageurs, avec guichet, ouvert tous les jours. Des aménagements, équipements et services sont à la disposition des personnes à la mobilité réduite. Un buffet est installé en gare.
Des souterrains permettent la traversée des voies et le passage d'un quai à l'autre.

### Desserte
Denderleeuw desservie par des trains InterCity (IC), Suburbains (S3, S4, S6, S8 et S10) et Heure de pointe (P) de la SNCB, qui effectuent des missions sur les lignes commerciales : 50 (Bruxelles - Gand), 89 (Denderleeuw - Courtrai) et 90 (Grammont - Alost) (voir brochures SNCB).
En semaine, la desserte comprend dix relations cadencées à l'heure :
- des trains IC-13 entre Courtrai et Schaerbeek ;
- des trains IC-20 entre Gand-Saint-Pierre et Hasselt ou Tongres ;
- des trains IC-23 entre Brussels-Airport-Zaventem et Courtrai continuant vers Bruges et Ostende ;
- des trains IC-29 entre Gand-Saint-Pierre et Landen ;
- des trains S3 entre Zottegem et Termonde, renforcés aux heures de pointe par un train supplémentaire entre Zottegem et Schaerbeek (le matin vers Bruxelles et l’après-midi vers Alost) ;
- des trains S4 entre Vilvorde ou Bruxelles-Luxembourg et Alost ;
- des trains S6 entre Schaerbeek et Denderleeuw via Grammont ;
- des trains S8 entre Zottegem et Louvain-la-Neuve via Etterbeek ;
- des trains S10 entre Bruxelles-Midi et Alost, renforcés aux heures de pointe par un train supplémentaire (le matin vers Bruxelles et l’après-midi vers Alost).

Aux heures de pointe, s'ajoutent :
- des trains P ou S6 entre Denderleeuw et Grammont ;
- des trains P directs entre Denderleeuw et Grammont ;
- un train P entre Ostende et Schaerbeek ;
- des trains P entre Courtrai et Schaerbeek ;
- des trains P entre Gand-Saint-Pierre et Schaerbeek ;
- des trains P entre Grammont et Gand-Saint-Pierre.

Les week-ends et jours fériés, il existe :
- des trains IC-29 entre La Panne et Landen ;
- des trains IC-23 de Brussels-Airport à Courtrai et Ostende ;
- des trains IC-20 entre Gand-Saint-Pierre et Lokeren ;
- des trains S3 (Zottegem - Schaerbeek), S6 (Denderleeuw - Schaerbeek) et S10 (Alost - Bruxelles-Midi).

### Intermodalité
Un parc pour les vélos et un parking pour les véhicules y sont aménagés.

## Comptage voyageurs
Ce graphique et tableau montre le nombre de voyageurs embarquant en moyenne durant la semaine, le samedi et le dimanche.
| Nombre de passagers qui embarquent à la gare de Denderleeuw | Nombre de passagers qui embarquent à la gare de Denderleeuw | Nombre de passagers qui embarquent à la gare de Denderleeuw | Nombre de passagers qui embarquent à la gare de Denderleeuw |
|                                                             | Semaine                                                     | Samedi                                                      | Dimanche                                                    |
| ----------------------------------------------------------- | ----------------------------------------------------------- | ----------------------------------------------------------- | ----------------------------------------------------------- |
| 1977                                                        | 14 339                                                      | 2 475                                                       | 2 085                                                       |
| 1978                                                        | 14 310                                                      | 2 648                                                       | 2 236                                                       |
| 1979                                                        | 13 831                                                      | 2 566                                                       | 2 264                                                       |
| 1980                                                        | 14 284                                                      | 2 667                                                       | 2 853                                                       |
| 1981                                                        | 14 442                                                      | 2 793                                                       | 2 562                                                       |
| 1982                                                        | 15 804                                                      | 2 670                                                       | 2 374                                                       |
| 1983                                                        | 15 108                                                      | 2 503                                                       | 2 154                                                       |
| 1984                                                        | 14 748                                                      | 2 047                                                       | 1 656                                                       |
| 1985                                                        | 14 931                                                      | 2 393                                                       | 2 187                                                       |
| 1986                                                        | 12 353                                                      | 1 711                                                       | 1 243                                                       |
| 1987                                                        | 12 711                                                      | 1 806                                                       | 1 498                                                       |
| 1988                                                        | 13 174                                                      | 1 641                                                       | 1 386                                                       |
| 1989                                                        | 11 895                                                      | 1 499                                                       | 1 252                                                       |
| 1990                                                        | 10 629                                                      | 1 603                                                       | 1 071                                                       |
| 1991                                                        | 12 849                                                      | 1 311                                                       | 1 209                                                       |
| 1992                                                        | 12 390                                                      | 1 394                                                       | 1 039                                                       |
| 1993                                                        | 10 714                                                      | 1 183                                                       | 1 066                                                       |
| 1994                                                        | 10 772                                                      | 1 376                                                       | 1 195                                                       |
| 1995                                                        | 10 603                                                      | 1 182                                                       | 1 062                                                       |
| 1996                                                        | 11 707                                                      | 1 549                                                       | 1 060                                                       |
| 1997                                                        | 12 105                                                      | 1 445                                                       | 1 092                                                       |
| 1998                                                        | 11 430                                                      | 1 538                                                       | 1 337                                                       |
| 1999                                                        | 10 733                                                      | 1 313                                                       | 1 271                                                       |
| 2000                                                        | 10 316                                                      | 5 053                                                       | 4 996                                                       |
| 2001                                                        | 10 981                                                      | 1 982                                                       | 1 602                                                       |
| 2002                                                        | 11 064                                                      | 2 007                                                       | 2 015                                                       |
| 2003                                                        | 9 066                                                       | 1 966                                                       | 1 542                                                       |
| 2004                                                        | 9 988                                                       | 2 281                                                       | 2 039                                                       |
| 2005                                                        | 9 038                                                       | 1 986                                                       | 1 740                                                       |
| 2006                                                        | 8 942                                                       | 1 727                                                       | 1 566                                                       |
| 2007                                                        | 10 991                                                      | 2 486                                                       | 2 316                                                       |
| 2008                                                        | -                                                           | -                                                           | -                                                           |
| 2009                                                        | 9 309                                                       | 2 001                                                       | 1 689                                                       |
| 2010                                                        | -                                                           | -                                                           | -                                                           |
| 2011                                                        | -                                                           | -                                                           | -                                                           |
| 2012                                                        | 8 813                                                       | 1 993                                                       | 1 700                                                       |
| 2013                                                        | 9 058                                                       | 3 176                                                       | 2 807                                                       |
| 2014                                                        | 8 748                                                       | 1 759                                                       | 1 603                                                       |
| 2015                                                        | 9 494                                                       | 2 247                                                       | 2 156                                                       |
| 2016                                                        | 9 728                                                       | 1 716                                                       | 1 518                                                       |
| 2017                                                        | 9 753                                                       | 2 356                                                       | 1 775                                                       |
| 2018                                                        | 9 770                                                       | 1 781                                                       | 1 618                                                       |
| 2019                                                        | 11 196                                                      | 2 076                                                       | 1 843                                                       |
| 2020                                                        | 4 483                                                       | 1 539                                                       | 1 380                                                       |
| 2021                                                        | -                                                           | -                                                           | -                                                           |
| 2022                                                        | 10 060                                                      | 3 355                                                       | 2 885                                                       |
| 2023                                                        | 9 766                                                       | 3 533                                                       | 3 117                                                       |
| 2024                                                        | 9 416                                                       | 3 191                                                       | 2 634                                                       |

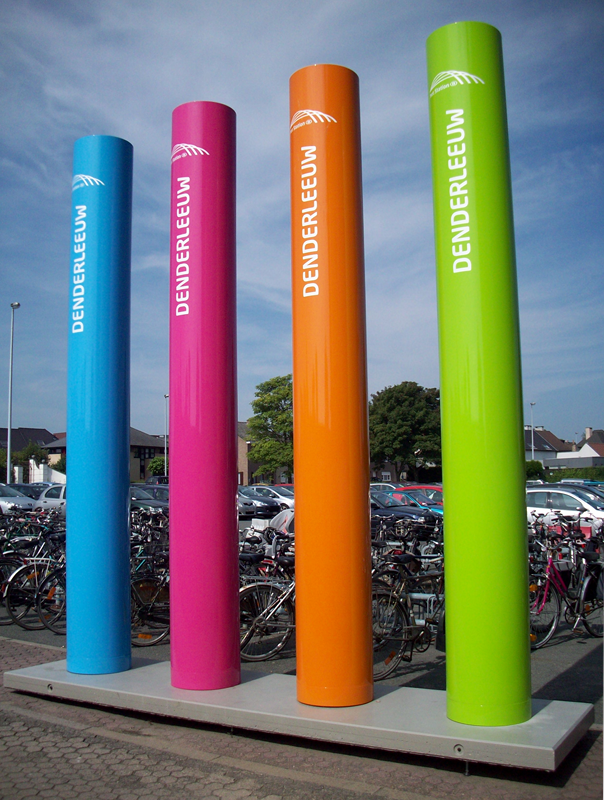
Signalisation.
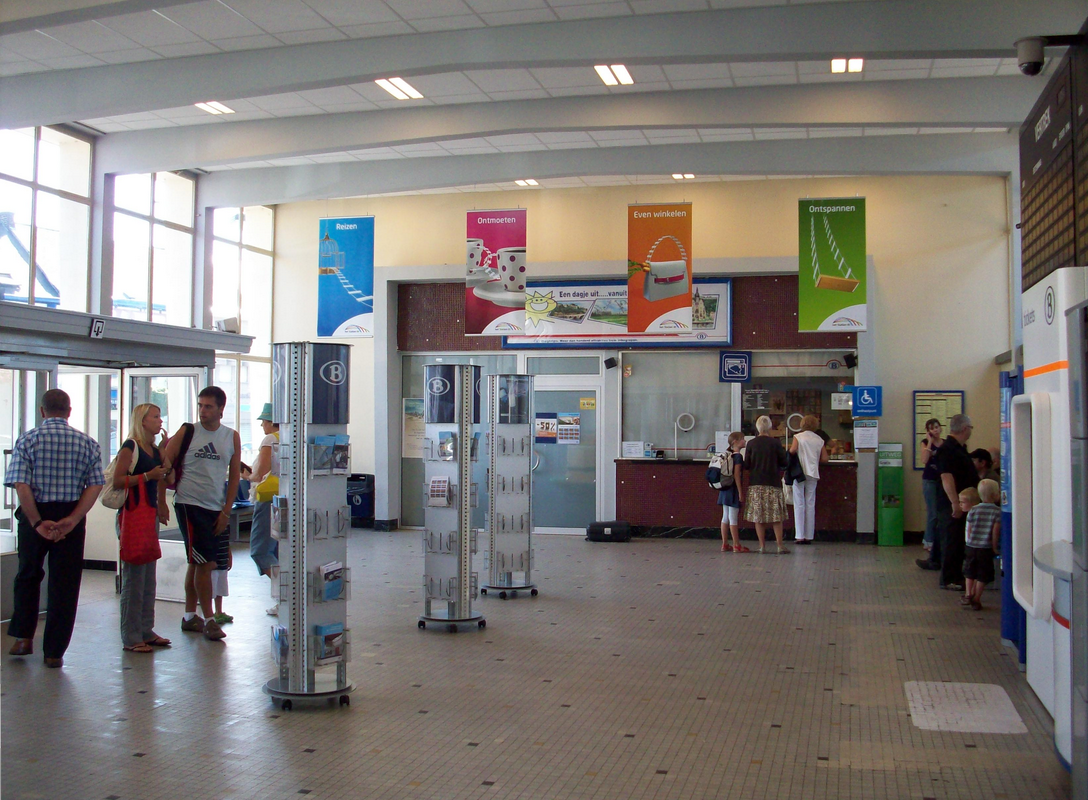
Hall et guichets.
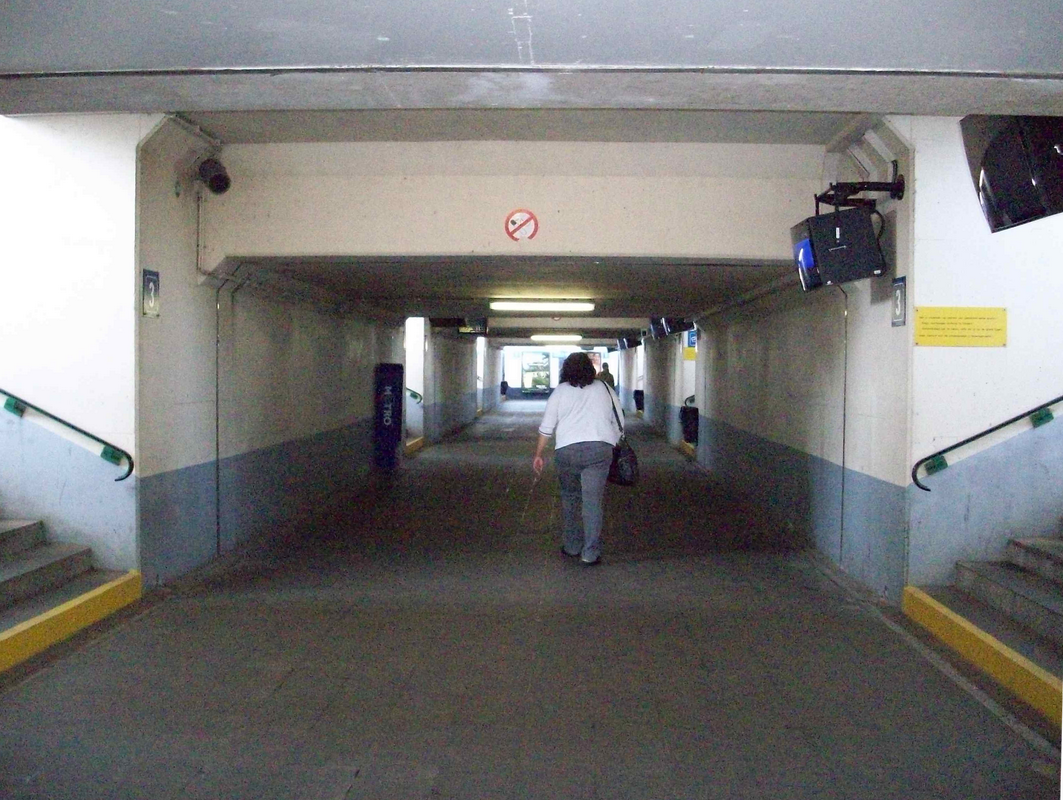
Souterrain.
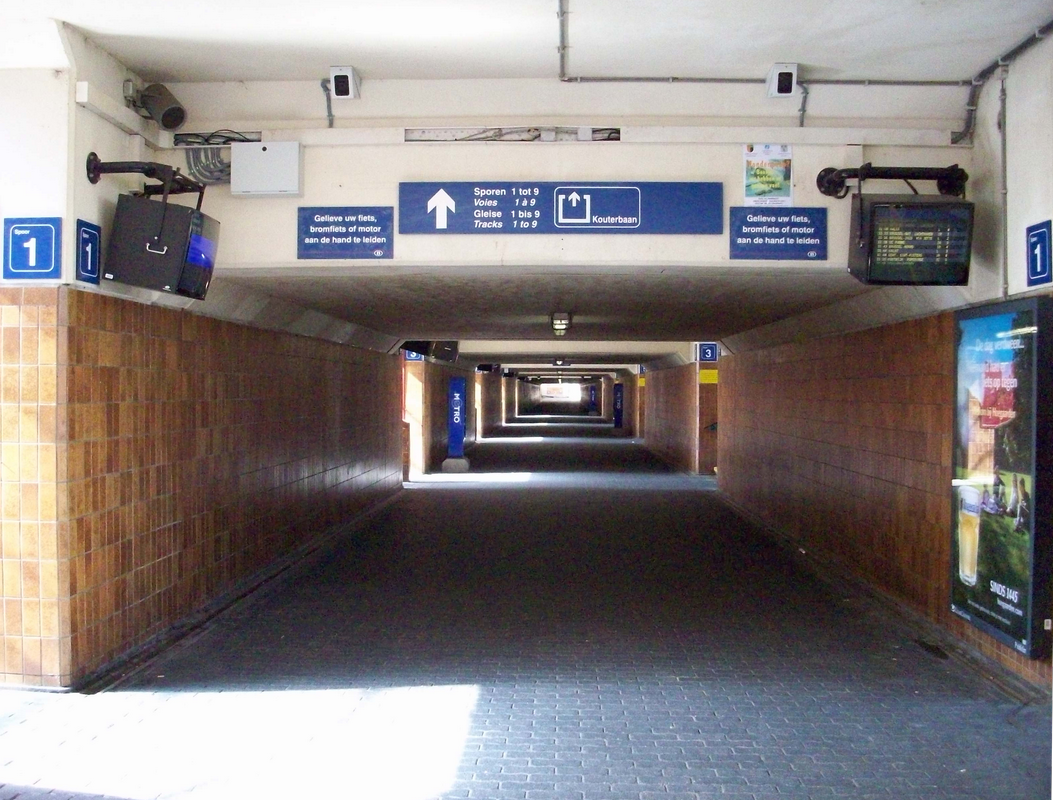
Souterrain.

## Patrimoine ferroviaire
Les bâtiments de gare anciens ont été détruits par faits de guerre ou démolis après 1962. Une construction en briques attenante à la nouvelle gare a disparu dans les années 2010.
En 1925, les chemins de fer de l’État belge érigent un haut château d'eau en béton et en briques doté d'un réservoir Intze à la bifurcation des lignes de Bruxelles et d'Ath. Inutilisé, il est envisagé en 2020 par la commune de le restaurer comme monument. Le projet n'est toutefois pas réalisé et un permis de démolition est délivré en février 2023.